# Styposis
Genre
Synonymes
- Cyatholipulus Petrunkevitch, 1930

Styposis est un genre d'araignées aranéomorphes de la famille des Theridiidae.

## Distribution
Les espèces de ce genre se rencontrent en Amérique et en Afrique subsaharienne.

## Liste des espèces
Selon World Spider Catalog (version 16.0, 30/06/2015) :
- Styposis ajo Levi, 1960
- Styposis albula (Gertsch, 1960)
- Styposis camoteensis (Levi, 1967)
- Styposis chickeringi Levi, 1960
- Styposis clausis Levi, 1960
- Styposis colorados Levi, 1964
- Styposis flavescens Simon, 1894
- Styposis kahuziensis Miller, 1970
- Styposis lutea (Petrunkevitch, 1930)
- Styposis nicaraguensis Levi, 1960
- Styposis rancho Levi, 1960
- Styposis scleropsis Levi, 1960
- Styposis selis Levi, 1964
- Styposis tepus (Levi, 1967)

Selon The World Spider Catalog (version 15.5, 2015) :
- †Styposis pholcoides Wunderlich, 1988

## Publication originale
- Simon, 1894 : Histoire naturelle des araignées. Paris, vol. 1, p. 489-760 (texte intégral).